# 高原 (1964年)
高原（1964年6月—），中国民主建国会会员，享受国务院特殊津贴专家，中国地震局地震预测研究所研究员。

## 生平
1984年毕业于安徽师范大学物理系，1991年于国家地震局分析预报中心获硕士学位，同年留中国地震局地震预测研究所（原国家地震局分析预报中心）工作。1999年于中国科学技术大学研究生院（北京）（现中国科学院大学）获博士学位。曾先后在日本东京大学、英国爱丁堡大学、日本海洋研究开发机构、美国莱斯大学和密苏里科技大学访问研究。现任中国地震局地震预测研究所研究员，中国地震局地球物理研究所、中国科学技术大学博士生导师。

## 学术贡献
主要从事地壳介质剪切波分裂、壳幔地震各向异性与地球深部构造研究。主持国家自然科学基金重点项目、国家重点研发计划课题等项目多项，发表学术论文70多篇。

## 社会兼职
中国地球物理学会理事，中国地震学会理事，中国地球物理学会中国大陆动力学专业委员会常务副主任。

## 奖励与荣誉
- 1997年，获国家地震局科技进步奖二等奖（第一完成人）
- 2004年，获中国地震局防震减灾奖三等奖（第一完成人）
- 2004年，获中国地球物理学会傅承义青年科技奖[4]
- 2011年，获中国地震局防震减灾奖二等奖（第一完成人）
- 2012年，获国务院特殊津贴[5]
- 2023年，获高等学校科学研究优秀成果奖（科学技术）一等奖（第三完成人）